# Доскалов, Валерий Алексеевич
Валерий Алексеевич Доскалов (род. 24 июня 1948, Вельск, Архангельская область) — казахстанский государственный и общественный деятель.

## Биография
Валерий Алексеевич Доскалов родился 24 июня 1944 года в городе Вельск Архангельской области.
Семья
Отец — Доскалов Апексей Пахомович, умер, ветеран Великой Отечественной войны.
Мать — Доскалова Софья Алиевна, покойная.
Жена — Доскалова Нина Ивановна (1948 года рождения).
Дети — Михаил (1970 года рождения), Ольга (1974 года рождения).
Образование
В 1969 году окончил Чимкентский политехнический техникум по специальности «техник-электрик».
В 1971 году окончил Казахский политехнический институт им. В. И. Ленина по специальности «горный инженер».
В 1996 году окончил Восточно-Казахстанский государственный университет имени С. Аманжолова по специальности «юрист-правовед».

## Трудовая деятельность
С 1964 по 1991 годы — электрик-слесарь, секретарь комитета комсомола, энергетик, инженер, начальник отдела, заместитель директора Зыряновского свинцового комбината.
С 1993 по 2003 годы — председатель горисполкома, глава администрации, аким Зыряновского района Восточно-Казахстанской области.
С февраль 2003 года по сентябрь 2004 года — директор департамента Агентства Республики Казахстан по регулированию естественных монополий и защите конкуренции по Восточно-Казахстанской области.
В настоящее время — советник вице-президента товарищества с ограниченной ответственностью «Казцинк».

## Выборные должности, депутатство
С 19 сентября 2004 года по 20 июня 2007 года — Депутат Мажилиса Парламента Республики Казахстан IІІ созыва, от избирательного округа № 27 Восточно-Казахстанской области, член Комитета по законодательству и судебно — правовой реформе Мажилиса Парламента Республики Казахстан, член депутатской группы Парламента Республики Казахстан «Енбек», член депутатской группы Парламента Республики Казахстан «Ауыл».
С 27 августа 2007 года по 16 декабря 2011 года — Депутат Мажилиса Парламента Республики Казахстан ІV созыва, Член комитета по экономической реформе и региональному развитию, Председатель Совета по связям с маслихатами и институтами гражданского общества Фракции «Нур Отан» при Мажилисе (с 26 декабря 2007 года по ноябрь 2011 года).

## Научные, литературные труды
Валерий Алексеевич Доскалов автор более 40 публикаций по вопросам самоуправления малых городов, по формированию бюджета районного уровня, экологии района и другие в газетах «Казахстанская правда», «Егемен Казахстан», «Рудный Алтай», «Известия Казахстана» и др.

## Награды
- Указом Верховного Совета СССР награждён медалью «Ветеран труда»
- Медаль «Астана» (1998)
- Медаль «10 лет независимости Республики Казахстан» (2001)
- Медаль «10 лет Вооружённых сил Республики Казахстан» (2002)
- Медаль «10 лет Конституции Республики Казахстан» (2005)
- Медаль «10 лет Парламенту Республики Казахстан» (2006)
- Орден Курмет (19 декабря 2007 года)[1]
- Медаль «10 лет Астане» (2008)
- Почётный гражданин Зыряновского района
- Почётный гражданин Восточно-Казахстанской области за заслуги и большой вклад в социально-экономическое развитие области (10 декабря 2014 года).
- Почётная грамота МПА СНГ (2009)[2].